# フォト・ギャラリー・インターナショナル
フォト・ギャラリー・インターナショナル（Photo Gallery International; 略称PGI）は、ツァイト・フォト・サロンと並んで、カメラ会社やフィルム会社が運営しない、独立系の写真専門ギャラリーの草分け。1979年に開設された。
現代の、主として海外の写真家の写真作品を展示、販売している。取り扱い作家は、多岐にわたる。
企画ごとに制作されている「P.G.I. Letter」は、簡単なパンフレットではあるが、写真家ごとの貴重な資料となっている。それ以外の点も含めて、日本における写真の普及に果たした役割は大きい。なお、PGIレターは100号以上発行されているが、その一覧表のようなものは公表されておらず、その全貌を把握することは難しい。
ツァイト・フォト・サロンが石原悦郎というオーナー名を前面に出しているのに対して、このフォト・ギャラリー・インターナショナルについては、オーナーの佐多保彦を含めて、個人名をあまり表に出さないという特徴がある。なお、オーナーの佐多保彦は、医療機器の輸入販売を行っている東機貿という会社の社長である（東機貿の創業者・沿革）。佐多は父親の跡を継いで同社社長となり、フランスコート・ドールのゴルフ場付きシャトーホテル経営、佐多財団代表など多岐に活動しており、当ギャラリーは東機貿の心の事業部と称している。
当初東京虎ノ門だけの営業であったが、1996年には田町駅近くの芝浦に別館として「P.G.I.芝浦」を開設した。しばらく2画廊体制であったが、2000年3月には虎ノ門を閉廊し、芝浦に統合された。

## 主要な取り扱い作家

### 海外
- アンセル・アダムス
- ウィン・バロック
- ハリー・キャラハン
- イモージン・カニンガム
- エメット・ゴーウィン
- アーロン・シスキンド
- エドワード・ウェストン

### 国内
- 石元泰博
- 伊藤義彦
- 川田喜久治
- 久保田博二
- 今道子
- 沢渡朔
- 奈良原一高
- 細江英公
- 三好耕三